# Barrage de Haditha

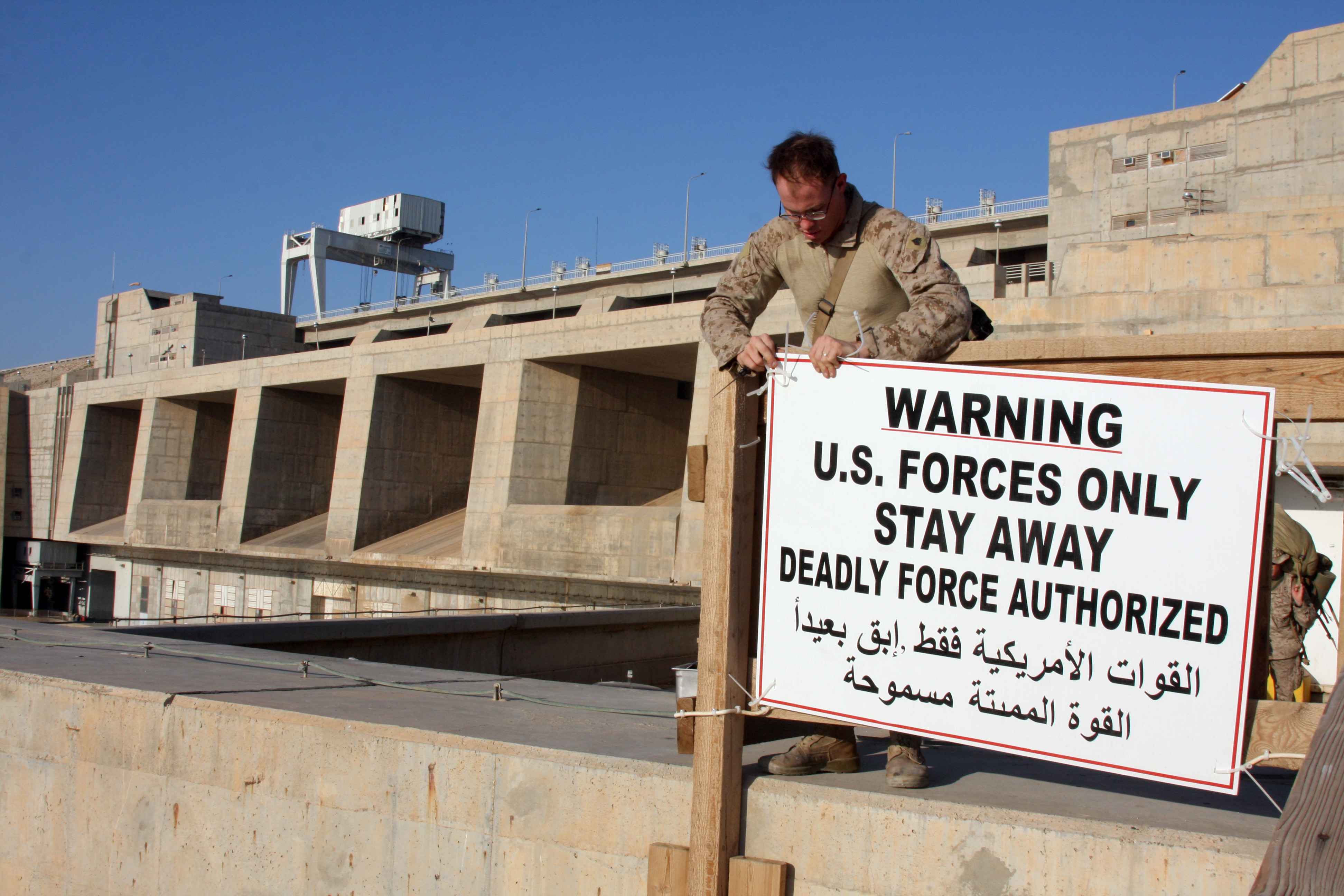
Panneau d'avertissement américain au barrage de Haditha (2008)

Le barrage de Haditha est un barrage d'Irak situé 200 km en amont de Kerbala et au nord de Haditha. En juin 2004, les 6 turbines ont été remises en fonctionnement : le barrage ne fonctionnait plus totalement depuis la guerre du Koweït (1990-1991).

## Sources
- (fr) www.defenselink.mil/news/Jun2004/n06112004_200406112.html Département de la défense